# Wilhelm Riepekohl
Wilhelm Riepekohl (geboren 22. August 1893 in Burg (bei Magdeburg); gestorben 25. Mai 1975 in Nürnberg) war ein deutscher sozialdemokratischer Journalist.

## Leben
Wilhelm Riepekohl war gelernter Handschuhmacher. 1913 wurde er zum Militärdienst eingezogen und wurde bis 1919 Soldat im Ersten Weltkrieg. 1920 wurde er Berichterstatter der Magdeburger sozialdemokratischen Tageszeitung Volksstimme und leitete die örtliche Buchhandlung der SPD. Er veröffentlichte Handreichungen für die lokale Parteiarbeit und veröffentlichte unter dem Pseudonym Luise Otto einen Ratgeber zur Schwangerschaftsverhütung, der 1929 eine Auflage von über 100.000 Exemplaren hatte. Im Jahr 1925 wurde er Redakteur der sozialdemokratischen Zeitung Fränkische Tagespost in Nürnberg. Riepekohl engagierte sich im Reichsbanner Schwarz-Rot-Gold als Unterführer.
Nach der Machtübergabe an die Nationalsozialisten war er anwesend, als die Nationalsozialisten den Zeitungsverlag im Nürnberger Haus der Arbeit in der Nacht vom 9. auf den 10. März 1933 besetzten und das Inventar zerstörten. Riepekohl wurde verhaftet und misshandelt. Nach der Haftentlassung floh er in die Tschechoslowakei und arbeitete für die Exilorganisation Sopade. Um 1938 ging er weiter nach Dänemark und beteiligte sich dort am 8. April 1940 auf einer von Fritz Tarnow einberufenen Konferenz mit der Denkschrift Aufgaben zum Neuaufbau eines demokratischen Deutschlands nach dem Sturze Hitlers. Nach der deutschen Besetzung Dänemarks noch im April 1940 floh er nach Schweden.
Nach Kriegsende ging Riepekohl wieder nach Dänemark. Auf Wunsch der Partei kehrte er 1949 nach Nürnberg zurück und nahm seine Arbeit bei der „Fränkischen Tagespost“ wieder auf. Er wurde 1953 ihr Chefredakteur und blieb dies bis zu seinem Ruhestand im Jahr 1958.
Riepekohl wurde 1970 mit der Bürgermedaille der Stadt Nürnberg ausgezeichnet.

## Schriften (Auswahl)

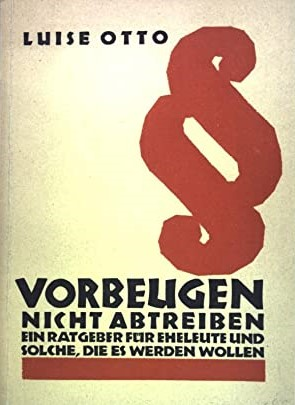
Unter dem Pseudonym Luise Otto

- Hört mal zu. Magdeburg : W. Pfannkuch, um 1920
- Der gute Schriftführer und Berichterstatter : Ein Hilfsbuch für alle in der Arbeiterbewegung und im Vereinsleben schriftlich Tätigen. Magdeburg : W. Pfannkuch, 1922
- Luise Otto: Erlösung von der Schwangerschaft : Ein Ratgeber für Eheleute. Magdeburg : W. Pfannkuch, 1923
  - Luise Otto: Vorbeugen – nicht abtreiben. : Ein Ratgeber für Eheleute und solche, die es werden wollen. Zeichnungen Fritz Petters. Magdeburg : W. Pfannkuch, 110.000. Auflage 1929